# Dorfkirche Ribbeck (Zehdenick)

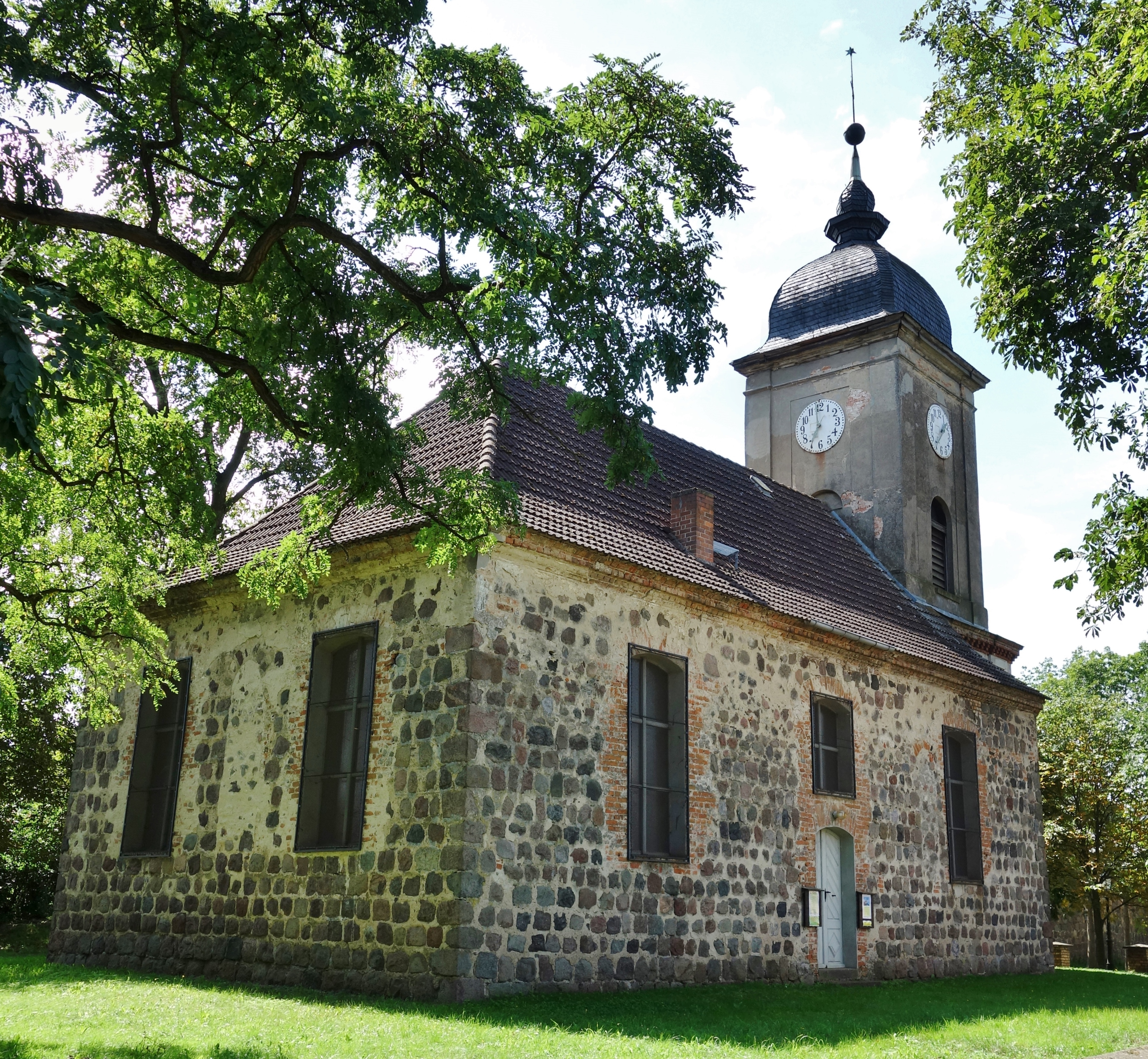
Dorfkirche Ribbeck (Zehdenick)

Die evangelische, denkmalgeschützte Dorfkirche Ribbeck steht in Ribbeck, einem Ortsteil der Stadt Zehdenick im Landkreis Oberhavel in Brandenburg. Die Kirche gehört zum Kirchenkreis Oberes Havelland der Evangelischen Kirche Berlin-Brandenburg-schlesische Oberlausitz.

## Beschreibung
Die Feldsteinkirche wurde in der zweiten Hälfte des 13. Jahrhunderts gebaut. Sie besteht aus einem Langhaus und einem quadratischen Kirchturm im Westen, dessen Putz 1739–42 barock gegliedert, und der mit einer schiefergedeckten Welschen Haube bedeckt wurde. Seine Obergeschosse beherbergen den Glockenstuhl und darüber die Turmuhr.
Im Innenraum befindet sich im Boden vor dem Altar ein Inschriftgrabstein. Auf der Empore im Westen steht die 1875 von Wilhelm Remler gebaute Orgel.